# Arenosclera parca
Arenosclera parca är en svampdjursart som beskrevs av Gustavo Pulitzer-Finali 1982. Arenosclera parca ingår i släktet Arenosclera och familjen Callyspongiidae. Inga underarter finns listade i Catalogue of Life.